# Erich Warsitz
Erich Warsitz (Hattingen, 18 ottobre 1906 – Lugano, 12 luglio 1983) è stato un aviatore e pilota collaudatore tedesco.
Viene ricordato per essere stato il primo uomo a pilotare un aereo con propulsione a razzo (l'Heinkel He 176, il 20 giugno del 1939) e con motore turbogetto (He 178, 27 agosto 1939).

## Biografia
La carriera aviatoria Warsitz cominciò, dopo i suoi studi tecnici, con il conseguimento presso l'Accademia di Hangelar vicino a Bonn della licenza di pilota privato. Continuò l'addestramento al volo presso altre associazioni e aeroporti conseguendo la licenza di pilota commerciale e le abilitazioni per i voli sul mare, voli acrobatici e strumentali. 
Dopo un primo impiego come pilota istruttore presso un gruppo paramilitare della repubblica di Weimar, nel 1934 si trasferì presso Rechlin, sede del centro sperimentale della Luftwaffe, dove volò come pilota collaudatore per l'Aviazione tedesca.

### Heinkel He 111 & He 112

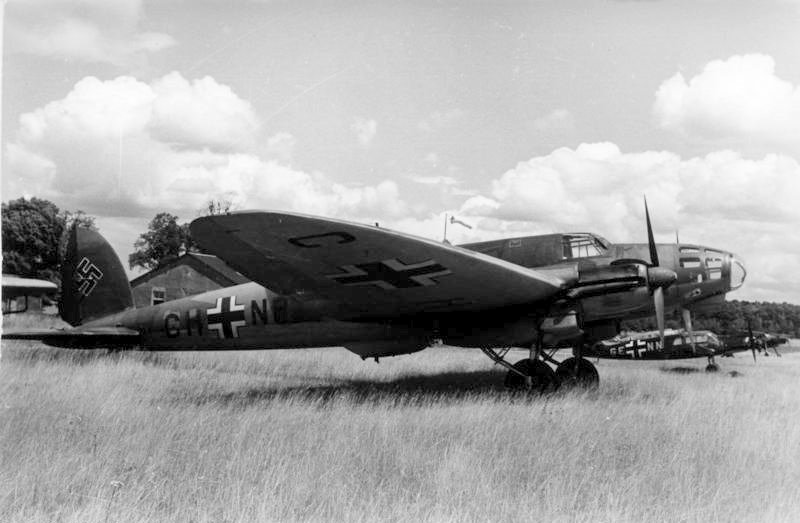
Un He 111E della Luftwaffe

Nel 1936, Erich Warsitz fu proposto dal Ministero dell'Aria del Reich (RLM) a Wernher von Braun ed Ernst Heinkel come valido test-pilot con un vasto bagaglio di conoscenze tecniche.
Lavorando con Wernher von Braun, Warsitz prese parte alle prime prove in volo dell'Heinkel He 112 equipaggiato con un motore a razzo ad alcol etilico e ossigeno liquido, provando che era possibile avere un volo stabile nonostante la spinta localizzata molto a valle del centro di massa del velivolo. Nello stesso periodo l'RLM aveva promosso lo studio del decollo assistito da razzi, in cui piccoli endoreattori venivano installati sotto le ali di bombardieri ed azionati per ridurre la lunghezza di pista necessaria al decollo e successivamente sganciati e paracadutati per il loro riutilizzo. Lo sviluppo di questi motori era condotto dalla Walter utilizzando un He 111 messo a disposizione dalla Heinkel.

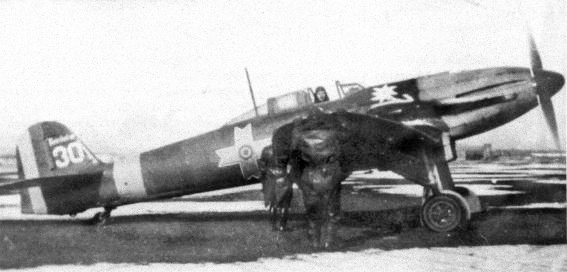
Un Heinkel He 112.

Anche la Walter, su indicazione dell'RLM, propose un suo motore a razzo per l'He 112, utilizzando perossido di idrogeno attivato dal permanganato di calcio come catalizzatore, più affidabile e meno pericoloso del motore di von Braun, che fu utilizzato per i rimanenti voli prova a Neuhardenberg (tutti condotti da Warsitz).

#### Heinkel He 176

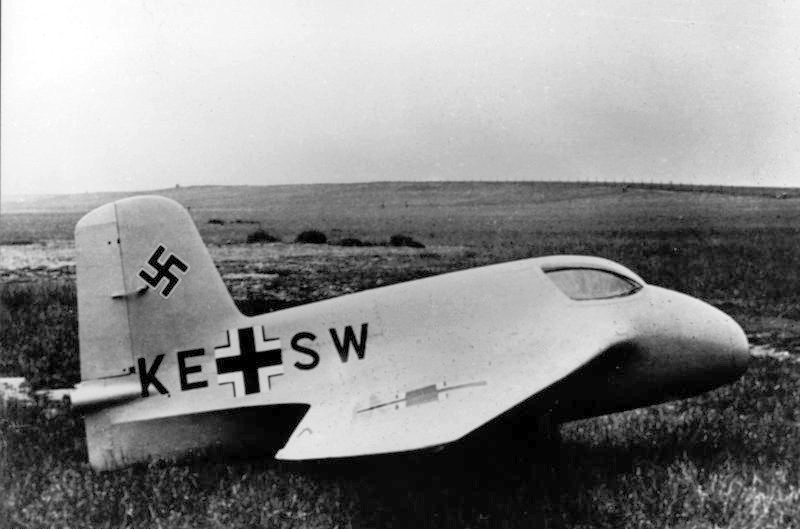
Il prototipo Me 163 A V4, 1941.

Durante il programma di sviluppo a Neuhardenberg, fu coniato il termine intercettore per una nuova classe di velivoli che aveva il suo capostipite nell'Heinkel He 176. Il RLM aveva intenzione di mettere in linea questi nuovi velivoli, dotati di un fenomenale rateo di salita che gli poteva permettere, con una traiettoria quasi verticale, di intercettare le formazioni di bombardieri nemici a 6000 - 7000 metri, e di riatterrare una volta esaurito il propellente (e le munizioni). Il Messerschmitt Me 163, sviluppato indipendentemente dall'He 176, fu l'unico della sua classe a diventare operativo nella seconda guerra mondiale.
Dal momento che lo sviluppo dell'He 176 era stato classificato come segreto, Heinkel fece costruire un capannone separato dalla fabbrica di Rostock, cui poteva accedere solo una ristretta cerchia di personale. Le prove al suolo si svolsero a Peenemünde. Erich Warsitz, avendo preso una certa confidenza con il comportamento del velivolo durante i piccoli balzi avvenuti durante le prove di rullaggio (e che gli valsero la nomina a Flugkapitän), decise, il 20 giugno del 1939, di tentare, riuscendovi, di portare in volo l'aereo a razzo.

#### Heinkel He 178

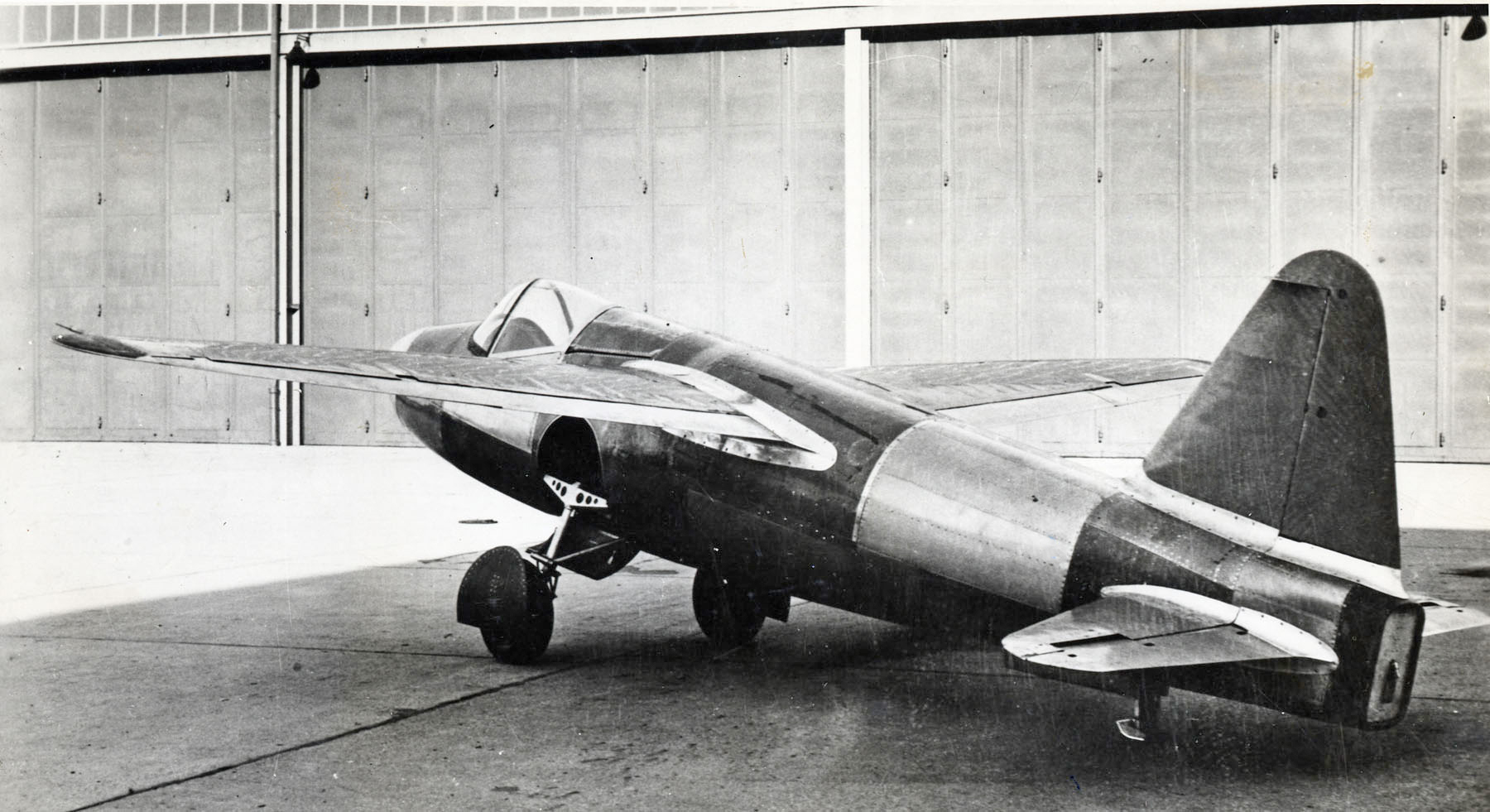
L'Heinkel He 178

Sebbene l'aereo a razzo He 176 fosse stato progettato in stretta collaborazione con il RLM (e con successo), Heinkel non ottenne i finanziamenti sperati. Molti funzionari del Ministero dell'Aria erano favorevoli allo sviluppo di questi velivoli, ma l'avvicinarsi della seconda guerra mondiale pose altre priorità più impellenti dello sviluppo a lungo termine di un, pur valido, aereo intercettore. Heinkel decise quindi di portare avanti un altro innovativo progetto di un aereo spinto da un turbogetto all'insaputa del RLM, finanziandolo personalmente.
Il 27 agosto 1939, Warsitz compì il primo volo con l'Heinkel He 178 equipaggiato con il motore turbogetto di Hans von Ohain, l'HeS 3, aprendo così l'era degli aerei a reazione.

#### Seconda guerra mondiale
In seguito ad una direttiva del Führer del 1940, fu imposto di terminare, con effetto immediato, lo sviluppo di tutti i progetti non in grado di arrivare nel giro di un anno, alla produzione di massa. Erich Warsitz si dedicò quindi alla sua attività di capo pilota collaudatore a Peenemünde. Nel 1941 addestrò a Nantes e a Eindhoven i piloti di bombardieri (Heinkel He 111 e Junkers Ju 88) al decollo assistito da razzi.
Nel 1942 ebbe un incidente durante un volo prova con il Messerschmitt Bf 109 che lo costrinse a terra per un anno durante il quale diresse l'azienda di meccanica di precisione del padre e fondò la 'Warsitz Werke' ad Amsterdam.

### Dopoguerra

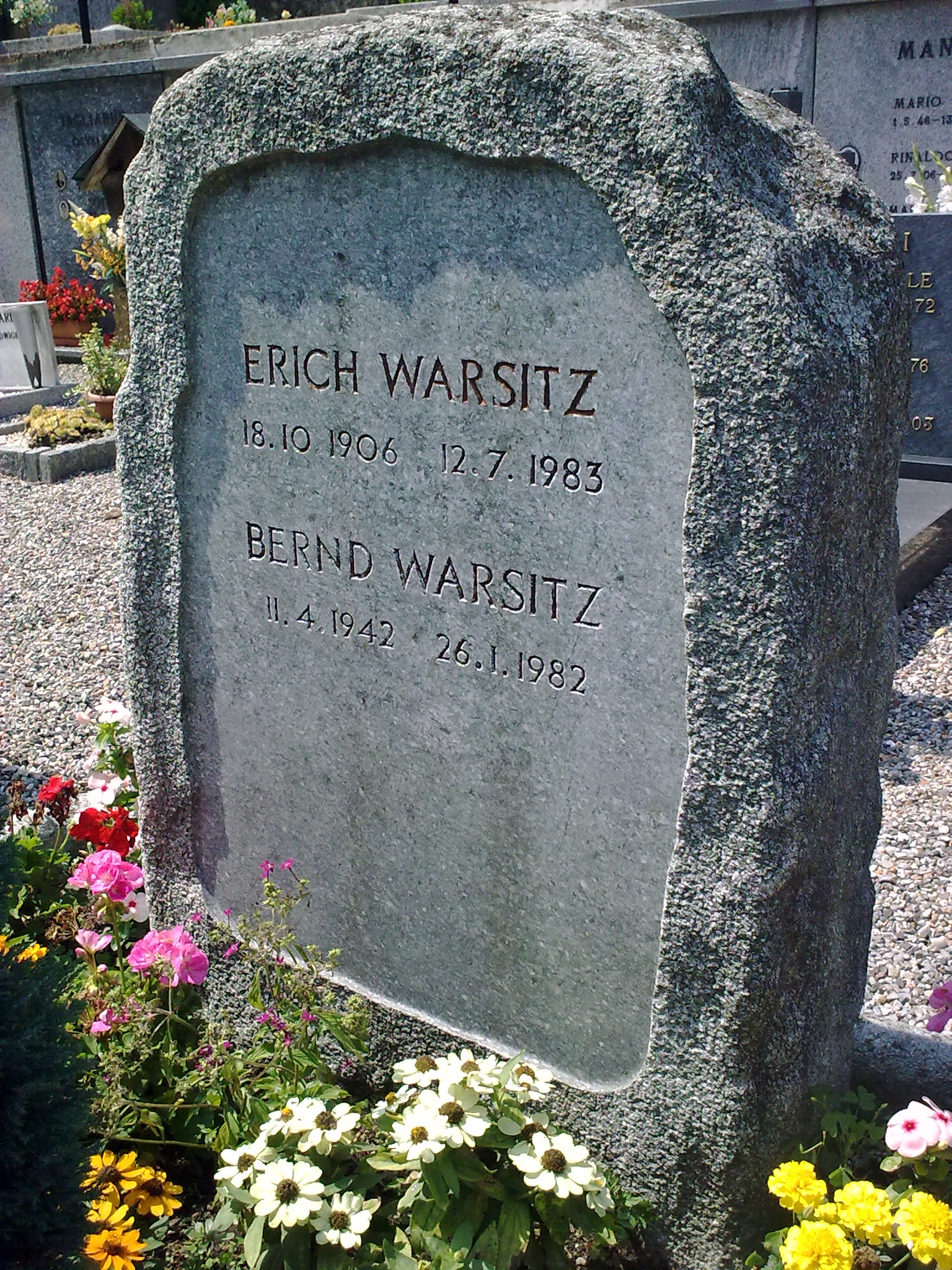
Tomba di Erich Warsitz nel cimitero di Barbengo a Lugano

Dopo la fine della guerra, Warsitz viveva in un appartamento nel settore americano di Berlino, ma alle 3 della notte tra il 5 ed il 6 dicembre 1945, fu rapito da quattro agenti sovietici. Fu interrogato sul suo lavoro precedente ed in particolare sullo sviluppo di aerei a razzo e turbogetto per l'OKH ed il RLM, a Peenemünde e presso la fabbrica di Heinkel. Gli fu chiesto di firmare un contratto che lo obbligava a cooperare con i sovietici per un periodo di cinque anni per sviluppare quelle tecnologie, ma rifiutò, con il risultato di essere condannato a venticinque anni di lavori forzati in Siberia dove fu poco dopo condotto nella colonia penale 7525/13.
Dopo il suo ritorno nel 1950, grazie al Cancelliere Konrad Adenauer, fondò la sua azienda di meccanica di precisione Maschinenfabrik Hilden che diresse fino al 1965, quando si ritirò in pensione.
Morì a Lugano il 12 luglio 1983 in seguito ad un ictus.